# ناییک ریوالی
ناییک ریوالی (انگلیسی: Naike Rivelli؛ زادهٔ ۱۰ اکتبر ۱۹۷۴) هنرپیشه اهل ایتالیا است.
از فیلم‌ها یا برنامه‌های تلویزیونی که وی در آن نقش داشته‌است می‌توان به سفر کاپیتان فراکاسا، کنزینگتون جنوبی و قبرها را باز کن اشاره کرد.